# The Blue Ridge Rangers
The Blue Ridge Rangers è il primo album discografico in studio da solista di John Fogerty, pubblicato dalla Fantasy Records nell'aprile del 1973.
In quest'album l'ex leader dei Creedence Clearwater Revival fa letteralmente tutto da solo, suona tutti gli strumenti presenti, canta, cura gli arrangiamenti e produce l'album stesso, a dispetto della suggestiva copertina che in controluce fa apparire cinque suonatori.

## Tracce
Lato A
1. Blue Ridge Mountain Blues – 2:30 (Tradizionale, arrangiamento di John Fogerty)
2. Somewhere Listening (For My Name) – 2:39 (Archie Brownlee)
3. You're the Reason – 3:13 (Edwards, Fred Henley, Mildred Imes, Terry Fell)
4. Jambalaya (On the Bayou) – 3:13 (Hank Williams)
5. She Thinks I Still Care – 2:55 (Dickie Lee Lipscomb, Steve Duffy)
6. California Blues (Blue Yodel #4) – 3:04 (Jimmie Rodgers)

Durata totale: 17:34
Lato B
1. Workin' on a Building – 4:35 (Tradizionale, arrangiamento di John Fogerty)
2. Please Help Me I'm Falling – 2:48 (Don Robertson, Hal Blair)
3. Have Thine Own Way, Lord – 2:59 (George C. Stebbins, Marilyn Lee Pollard)
4. I Ain't Never – 2:51 (Mel Tillis, Webb Pierce)
5. Hearts of Stone – 2:10 (Eddie Ray, Rudy Jackson)
6. Today I Started Loving You Again – 3:17 (Merle Haggard)

Durata totale: 18:40

## Musicisti
- John Fogerty - voce, tutti gli strumenti musicali, arrangiamenti, produttore